# Itatiaiuçu
Itatiaiuçu är en kommun i Brasilien.   Den ligger i delstaten Minas Gerais, i den sydöstra delen av landet, 600 km sydost om huvudstaden Brasília. Antalet invånare är 9 938.
Omgivningarna runt Itatiaiuçu är huvudsakligen savann. Runt Itatiaiuçu är det ganska glesbefolkat, med 28 invånare per kvadratkilometer.